# Синесий (Ласкаридис)
Митрополи́т Сине́зий Ласкари́дис (греч. Μητροπολίτης Συνέσιος Λασκαρίδης; 1909, Эз-Заказик, Египетский хедиват — 5 марта 1991) — епископ Александрийской православной церкви, митрополит Нубийский.

## История
Окончил Богословскую школу в Афинского университета.
В 1931 году рукоположён в сан диакона, а в 1939 году — в сан священника. В 1943 году возведён в сан архимандрита.
С 1943 по 1945 год и с 1956 по 1958 год служил главным секретарём Священного Синода.
30 ноября 1958 года был рукоположён в сан епископа Нубийского с возведением в сан митрополита.
С 24 сентября по 1 октября 1961 года в составе делегации Александрийской православной церкви участвовав в работе I Всеправославного совещания на греческом острове Родос.
С 26 сентября по 1 октября 1964 года в составе делегации Александрийской православной церкви участвовав в работе III Всеправославного совещания на греческом острове Родос.
В 1964 года Птолемаидская митрополия была упразднена и присоединена к Нубийской, после чего титуловался Нубийским и Птолемаидским. C 1984 года вновь титуловался только Нубийским.
С 8—15 июня 1968 года в составе делегации Александрийской православной церкви участвовав в работе IV всеправославного совещания в Шамбези.
26 апреля 1988 года почислен на покой по состоянию здоровья.
Скончался 5 марта 1991 года.